# 김진배
김진배(1934년 4월 9일~)는 대한민국의 정치인이다. 제11·15대 국회의원을 지냈다.

## 역대 선거 결과
|  | 22.57% |

|  | 15.33% |

|  | 53.04% |